# Ed Yong
Edmund Soon-Weng Yong (17 dicembre 1981) è un giornalista britannico di origini malesi.
Fa parte della redazione della rivista The Atlantic dal 2015. Nel 2021 ha ricevuto un Premio Pulitzer nella categoria Explanatory Reporting per una serie di articoli sulla pandemia di COVID-19.

## Biografia
Edmund Soon-Weng Yong è nato il 17 dicembre 1981 in Malesia. Nel 1994, all'età di 13 anni, Yong è emigrato nel Regno Unito. È diventato cittadino britannico nel 2005. Yong si è laureato in zoologia al Pembroke College di Cambridge nel 2002. Ha proseguito gli studi presso l'University College London (UCL), dove nel 2005 ha conseguito un master in biochimica. All'inizio della sua carriera, nel 2006, Ed Yong ha curato il blog Not Exactly Rocket Science, chiuso 10 anni dopo. Yong ha ricevuto numerosi premi e il suo approccio alla divulgazione scientifica è stato descritto come "il futuro del giornalismo scientifico".
Nel 2010 ha ricevuto il National Academies Communication Award da parte della National Academy of Sciences per la sua attività di giornalismo online su piattaforme allora parte del gruppo di blog Discover. Nello stesso anno ha ricevuto tre premi da ResearchBlogging.org, un'organizzazione che sostiene il giornalismo scientifico online che racconta ricerche pubblicate su riviste scientifiche peer-reviewed e le adatta per un pubblico più ampio. Nel 2012 ha ricevuto il Premio Stephen White della National Union of Journalists (NUJ). Nel 2014, il suo blog ha ricevuto il primo premio nella categoria Best Science Blog dall'Association of British Science Writers. Nel settembre 2015, Yong è entrato a far parte della redazione della rivista The Atlantic come giornalista scientifico.
Gli articoli di Ed Yong sono stati pubblicati su riviste e giornali come Nature, Scientific American, BBC, Slate, The Guardian, The Times, New Scientist, Wired, Il New York Times e il New Yorker.  Nell'agosto 2020, Yong ha ricevuto il Premio Victor Cohn del Council for the Advancement of Science Writing per l'eccellenza nel giornalismo medico, grazie ai suoi articoli sulla pandemia di COVID-19 e il suo impegno a dare voce a persone tipicamente emarginate e sottorappresentate nel giornalismo. Nel giugno 2021 ha ricevuto un Premio Pulitzer nella categoria Explanatory Reporting per una serie di articoli, pubblicati su The Atlantic<y, sulla pandemia di COVID-19.

### Libri
Nel 2016, Yong ha pubblicato il libro Contengo moltitudini. I microbi dentro di noi e una visione più grande della vita, che racconta l'ubiquità dei microbi e le relazioni che i microbi hanno con gli animali. Il libro è stato pubblicato in Italia nel 2019 dalla casa editrice La nave di Teseo, con la traduzione di Stefano Travagli. Nel 2022 Yong ha pubblicato il suo secondo libro, An Immense World: How Animal Senses Reveal the Hidden Realms Around Us, che esplora la percezione nel regno animale.